# 37 Pułk Piechoty (austro-węgierski)

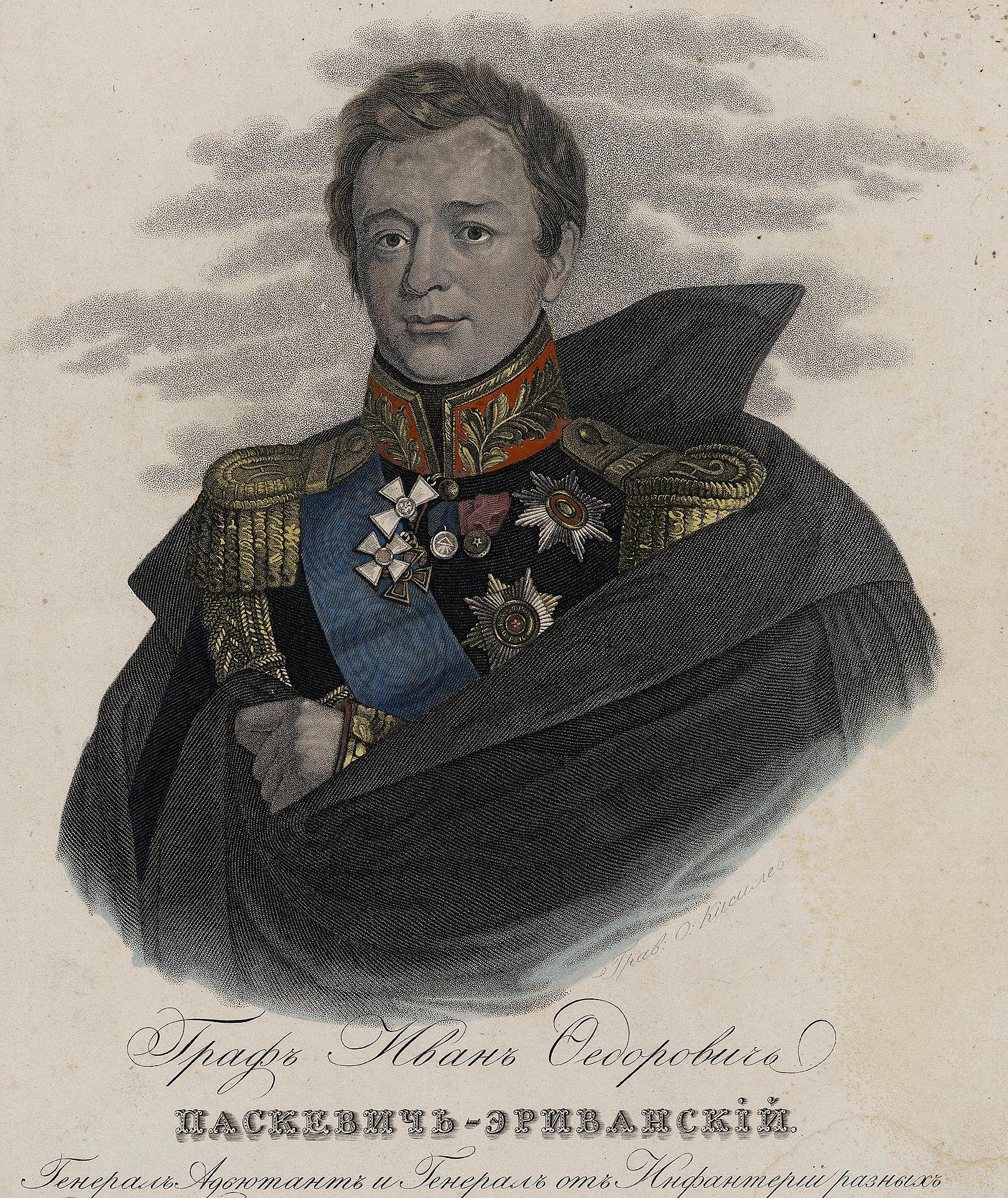
Szef pułku książę Iwan Paskiewicz

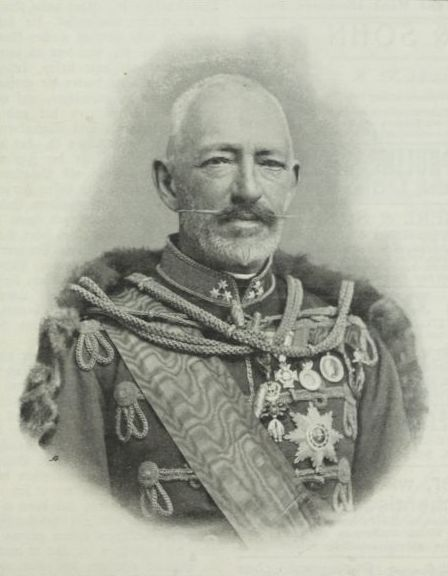
Szef pułku arcyksiążę Józef

Węgierski Pułk Piechoty Nr 37 (niem. Ungarisches Infanterieregiment Nr. 37) – pułk piechoty cesarskiej i królewskiej Armii.
Pułk kontynuował tradycje pułku utworzonego w 1741 roku.
Okręg uzupełnień – Oradea (niem. Großwardein) na terytorium 7 Korpusu.
W swojej historii nosił między innymi następujące imię:
- książę warszawski i hrabia erywański, generał marszałek polny Iwan Paskiewicz (1850 – †1 II 1856),
- arcyksiążę, generał kawalerii Joseph Karl Ludwig von Österreich (1856 – †13 VI 1905).

Kolory pułkowe: szkarłatny (scharlachrot), guziki złote. Skład narodowościowy w 1914 roku 48% – Węgrzy, 49% – Rumunii.
W 1873 sztab pułku stacjonował w Budzie (niem. Oden), natomiast komenda uzupełnień i batalion zapasowy w Oradei.
W latach 1903–1909 pułk stacjonował w Oradei.
W latach 1910–1914 pułk stacjonował w Wiedniu z wyjątkiem 2. batalionu, który pozostał w Oradei. Pułk wchodził w skład 98 Brygady Piechoty należącej do 49 Dywizji Piechoty.
W końcu 1914 i na początku 1915 pułk walczył z Rosjanami w Galicji. Żołnierze pułku są pochowani m.in. na cmentarzach wojennych nr: 23 w Jaśle, 24 w Jaśle i 6 w Krempnej.

## Komendanci pułku
- płk Friedrich Jung (1873)
- płk Franz Fedrigoni von Etschthal (1912 – 1914)
- płk Józef Baumann von Koryto (1918)